# Neotanais calcarulus
Neotanais calcarulus är en kräftdjursart som beskrevs av Gardiner 1975. Neotanais calcarulus ingår i släktet Neotanais och familjen Neotanaidae. Inga underarter finns listade i Catalogue of Life.